# Karol IV Luksemburski
Karol IV Luksemburski (ur. 14 maja 1316 w Pradze, zm. 29 listopada 1378 tamże) – syn i następca Jana Luksemburskiego oraz Elżbiety, córki króla Wacława II, siostry króla Wacława III – z dynastii Przemyślidów; margrabia Moraw od 1334, hrabia Luksemburga 1346–1353, król Niemiec od 1346, król Czech od 1346, cesarz rzymski od 1355, elektor Brandenburgii 1373–1378. Na chrzcie otrzymał zwyczajowe u Przemyślidów imię Wacław, przy bierzmowaniu przyjął imię Karol.

## Młodość
Wychował się pod opieką Piotra Rogera (późniejszego papieża Klemensa VI) w Paryżu na dworze króla Francji Karola IV Pięknego (męża stryjenki). W 1331 został przez ojca powołany do Lombardii, a następnie w wyniku ugody z cesarzem Ludwikiem IV Wittelsbachem mianowany wikariuszem cesarstwa. W latach 1331–1333 bez sukcesu walczył we Włoszech północnych z ligą miast o utrzymanie tam władzy Jana Luksemburskiego. W 1334 ojciec mianował go margrabią Moraw i przekazał zarząd Czech. W 1335 nawiązał rozmowy z królem polskim Kazimierzem Wielkim i przygotował pokój z Polską oraz sojusz z Węgrami zawarte przez Jana Luksemburskiego w Wyszehradzie.

## Rządy
W związku z rosnącą potęgą rządzącego Świętym Cesarstwem Rzymskim – Ludwika IV Bawarskiego, który po wygaśnięciu dynastii askańskiej opanował Marchię Brandenburską, Dolną Bawarię, Tyrol, Holandię, Zelandię, Fryzję i Hennegau, książęta Cesarstwa, obawiając się o swoją sytuację, zebrali się w 1346 przy tronie królewskim w Rhens w celu wyboru antykróla, którym 11 lipca 1346 został Karol IV. Został wybrany na króla Niemiec dzięki poparciu Klemensa VI oraz w wyniku zabiegów ojca i jego stryja arcybiskupa Trewiru Baldwina przez trzech elektorów duchownych, ojca oraz elektora saskiego koronowany został przez arcybiskupa praskiego, Arnoszta z Pardubic.
Początkowy okres rządów to wojny z Ludwikiem, który nie chciał zrezygnować z korony. Sytuację zmieniła śmierć Ludwika w trakcie polowania 11 października 1347. Spór z Wittelsbachami ciągnął się do 1349. W 1350 doszedł do porozumienia z Wittelsbachami uznając ich panowanie w Brandenburgii i Tyrolu. W początkach rządów Karola IV formalnie trwała również wojna polsko-czeska o Śląsk, zakończona 22 listopada 1348 pokojem namysłowskim.
Sytuację w Rzeszy dodatkowo pogorszyła przypadająca na rządy Karola epidemia dżumy, w ślad za którą poszedł wzrost cen i spadek realnej wartości czynszów. Szlachta próbowała ratować swój budżet zwiększając obciążenia wobec chłopów, co powodowało wzrost fermentu u tych drugich. W miastach zaznaczył się wzrost pozycji związków cechowych, które powoli odbierały realną władzę szlacheckiemu patrycjatowi. Niezadowolenie społeczne wyrażało się w rosnącej liczbie biczowników, ruchów podejrzewanych o herezje oraz pogromach Żydów.

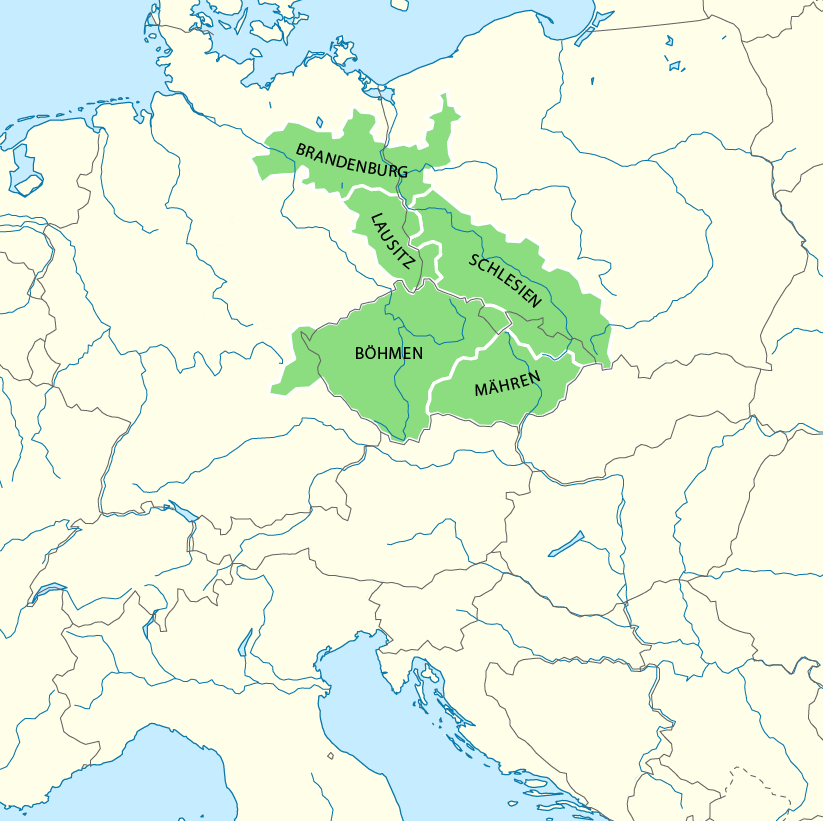
Kraje Korony Czeskiej za panowania Karola

Karol skupił prawie całą swoją aktywność w Czechach, których stolicę Pragę gwałtownie rozbudowywał i rozwijał fundując między innymi w 1348 Uniwersytet Praski (obecnie Uniwersytet Karola), co zjednało mu popularność w kręgach uczonych niemieckich. Symbolem Pragi stał się też Most Karola. Karol IV wzniósł również zamek Karlštejn. W 1353 pozyskał tzw. Czeski Palatynat, który inkorporował do Królestwa Czech w 1355, przesuwając zachodnią granicę państwa do Wolnego Miasta Norymbergi i księstwa biskupiego Bambergu. Tym samym w granicach Czech znalazła się niemal cała Złota Droga, łącząca Pragę, w której Karol rezydował i Norymbergę, w której gościł 52-krotnie. Na zdobytych ziemiach wzniósł m.in. Zamek Wacława w Lauf, kryjący dziś historycznie najcenniejszą czeską galerię heraldyczną. Nowo pozyskanym osadom nadawał prawa miejskie (m.in. Lauf, Pegnitz, Eschenbach). W 1361 przyłączył do Czech Erlangen, a w 1367 Łużyce Dolne. W Norymberdze ufundował kościół Najświętszej Marii Panny.
W 1355 Karol odbył tzw. wyprawę włoską, zakończoną koronacjami: królewską w Mediolanie i tego samego roku cesarską w Rzymie. Koronacji dokonali legaci papieża Innocentego IV; Karol potwierdził przy tym przyrzeczenie z 1346 roku, że nie będzie zabiegał o władztwo nad Włochami. W 1365 roku koronował się w Arles na króla Burgundii.
Na żądanie papieża Urbana V w 1368 roku udał się z silną armią do Włoch, by zapewnić tam władztwo papieskie. W Rzymie czwarta żona Karola księżniczka zachodniopomorska Elżbieta z Pomorza została koronowana przez papieża. Po nieudanych próbach zaprowadzenia w środkowych oraz północnych Włoszech bezpieczeństwa i pokoju, Karol powrócił do Czech, w wyniku czego Urban V musiał powrócić do Awinionu.
Przy wykorzystaniu sporów wewnętrznych między Wittelsbachami, zapewnił swojemu synowi Wacławowi IV, w drodze kombinacji spadkowych Marchię Brandenburską, której oddanie wymusił na margrabim brandenburskim Ottonie w 1373 r. Położone w Starej Marchii miasto Tangermünde Karol uczynił swoją drugą rezydencją po Pradze.

## Złota Bulla Karola

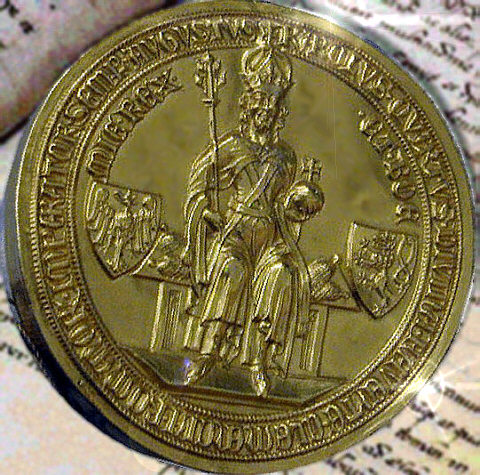
Pieczęć Złotej Bulli Karola

Jednym z głównych zadań stojących przed Karolem było uregulowanie sytuacji w Rzeszy. W tym celu zwołał na 1355 sejm do Norymbergi, na którym opracowano dokument zwany złotą bullą (od pieczęci cesarskiej przywiezionej przez niego).
Ogłoszona 10 stycznia 1356, sankcjonowała nowy ustrój kraju. Ustalała liczbę elektorów na siedmiu, tj.:
- arcybiskupa Moguncji – kanclerza Rzeszy
- arcybiskupa Kolonii – kanclerza Włoch
- arcybiskupa Trewiru – kanclerza Burgundii
- króla Czech – cześnika Rzeszy
- palatyna reńskiego – stolnika Rzeszy
- księcia sasko-wittenberskiego – marszałka Rzeszy
- margrabię Brandenburgii – komornika Rzeszy

Stanowiska miały być niepodzielne, a w przypadku świeckich zawsze przechodzić na najstarszego syna. Po śmierci króla, kanclerz Rzeszy był zobowiązany do zwołania w ciągu miesiąca sejmu we Frankfurcie nad Menem. Te i inne postanowienia Bulli czyniły z książąt dzielnicowych w zasadzie niezależnych władców.

## Małżeństwa i potomstwo

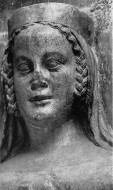
Blanka z Valois
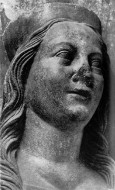
Anna z Palatynatu
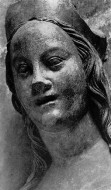
Anna świdnicka
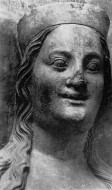
Elżbieta Pomorzanka

Karol był żonaty cztery razy. Jego żonami były:
1. od maja 1329 – Blanka de Valois, córka Karola de Valois, przyrodnia siostra Filipa VI, króla Francji, ur. 1317, zm. 1 sierpnia 1348;
2. od 4 marca 1349 – Anna, córka Rudolfa II, elektora Palatynatu, ur. 26 września 1329, zm. 2 lutego 1353,
3. od 1353 – Anna, córka Henryka II, księcia świdnickiego, ur. 1339, zm. 11 lipca 1362,
4. od 1363 – Elżbieta z Pomorza (1345/1347–1393), córka księcia pomorskiego Bogusława V i Elżbiety Kazimierzówny.

Z pierwszego małżeństwa pochodzili:
1. syn (ur. 1334), zmarł w dzieciństwie
2. Małgorzata (1335–1349), żona Ludwika I Węgierskiego, króla Węgier i Polski,
3. Katarzyna (1342–1386), poślubiła Rudolfa IV Założyciela, a później Ottona V Leniwego, księcia Bawarii i elektora Brandenburgii.

Z drugiego małżeństwa pochodził:
1. Wacław, ur. 27 stycznia 1350, zm. 28 grudnia 1351.

Z trzeciego małżeństwa pochodzili:
1. Elżbieta (1358–1373), poślubiła Albrechta III Habsburga,
2. Wacław IV (1361–1419), król Niemiec i król Czech,
3. dziecko (ur. i zm. 11 lipca 1362).

Z czwartego małżeństwa pochodzili:
1. Anna Czeska (1366–1394), poślubiła Ryszarda II, króla Anglii,
2. Zygmunt (1368–1437), cesarz, król Węgier i Czech, margrabia brandenburski,
3. Jan zgorzelecki (1370–1396), książę zgorzelecki,
4. Karol (ur. 13 marca 1372, zm. 24 lipca 1373),
5. Małgorzata (ur. 29 lipca 1373, zm. 4 czerwca 1410), poślubiła Jana III, burgrabiego Norymbergi,
6. Henryk (ur. sierpień 1377, zm. 1378).

Karol IV miał także nieślubnego syna Wilhelma (Guillaume), którego matka była Francuzką. Chłopiec urodził się ok. 1365. Ojciec zabezpieczył jego przyszłość poprzez korzystne małżeństwo.

## Przodkowie
|  |                         |  |  |  |  |  |  |  |  |  |  |  |  |
|  | Henryk VI Luksemburski  |  |  |  |  |  |  |  |  |  |  |  |  |
|  |                         |  |  |  |  |  |  |  |  |  |  |  |  |
|  |                         |  |  |  |  |  |  |  |  |  |  |  |  |
|  | Henryk VII Luksemburski |  |  |  |  |  |  |  |  |  |  |  |  |
|  |                         |  |  |  |  |  |  |  |  |  |  |  |  |
|  |                         |  |  |  |  |  |  |  |  |  |  |  |  |
|  | Beatrycze d’Avesnes     |  |  |  |  |  |  |  |  |  |  |  |  |
|  |                         |  |  |  |  |  |  |  |  |  |  |  |  |
|  |                         |  |  |  |  |  |  |  |  |  |  |  |  |
|  | Jan Luksemburski        |  |  |  |  |  |  |  |  |  |  |  |  |
|  |                         |  |  |  |  |  |  |  |  |  |  |  |  |
|  |                         |  |  |  |  |  |  |  |  |  |  |  |  |
|  | Jan I Zwycięski         |  |  |  |  |  |  |  |  |  |  |  |  |
|  |                         |  |  |  |  |  |  |  |  |  |  |  |  |
|  |                         |  |  |  |  |  |  |  |  |  |  |  |  |
|  | Małgorzata Brabancka    |  |  |  |  |  |  |  |  |  |  |  |  |
|  |                         |  |  |  |  |  |  |  |  |  |  |  |  |
|  |                         |  |  |  |  |  |  |  |  |  |  |  |  |
|  | Małgorzata de Dampierre |  |  |  |  |  |  |  |  |  |  |  |  |
|  |                         |  |  |  |  |  |  |  |  |  |  |  |  |
|  |                         |  |  |  |  |  |  |  |  |  |  |  |  |
|  | Karol IV Luksemburski   |  |  |  |  |  |  |  |  |  |  |  |  |
|  |                         |  |  |  |  |  |  |  |  |  |  |  |  |
|  |                         |  |  |  |  |  |  |  |  |  |  |  |  |
|  | Przemysł Ottokar II     |  |  |  |  |  |  |  |  |  |  |  |  |
|  |                         |  |  |  |  |  |  |  |  |  |  |  |  |
|  |                         |  |  |  |  |  |  |  |  |  |  |  |  |
|  | Wacław II               |  |  |  |  |  |  |  |  |  |  |  |  |
|  |                         |  |  |  |  |  |  |  |  |  |  |  |  |
|  |                         |  |  |  |  |  |  |  |  |  |  |  |  |
|  | Kunegunda Halicka       |  |  |  |  |  |  |  |  |  |  |  |  |
|  |                         |  |  |  |  |  |  |  |  |  |  |  |  |
|  |                         |  |  |  |  |  |  |  |  |  |  |  |  |
|  | Elżbieta Przemyślidka   |  |  |  |  |  |  |  |  |  |  |  |  |
|  |                         |  |  |  |  |  |  |  |  |  |  |  |  |
|  |                         |  |  |  |  |  |  |  |  |  |  |  |  |
|  | Rudolf I Habsburg       |  |  |  |  |  |  |  |  |  |  |  |  |
|  |                         |  |  |  |  |  |  |  |  |  |  |  |  |
|  |                         |  |  |  |  |  |  |  |  |  |  |  |  |
|  | Guta von Habsburg       |  |  |  |  |  |  |  |  |  |  |  |  |
|  |                         |  |  |  |  |  |  |  |  |  |  |  |  |
|  |                         |  |  |  |  |  |  |  |  |  |  |  |  |
|  | Gertruda von Hohenberg  |  |  |  |  |  |  |  |  |  |  |  |  |
|  |                         |  |  |  |  |  |  |  |  |  |  |  |  |
|  |                         |  |  |  |  |  |  |  |  |  |  |  |  |

## Upamiętnienie
• Jego podobizna widnieje na banknocie 100 koron czeskich.